# Список об'єктів Світової спадщини ЮНЕСКО в Африці

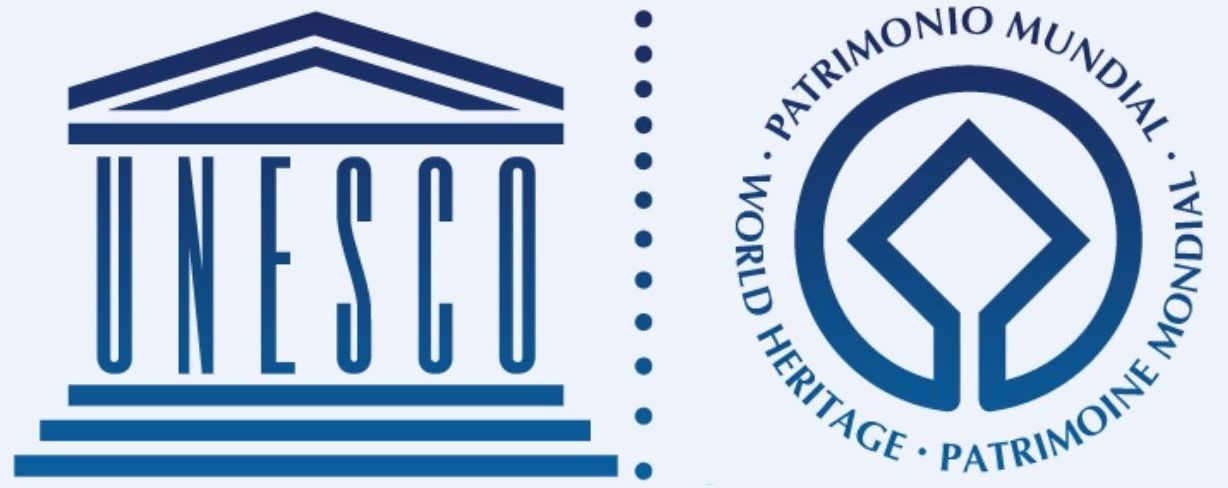
Емблема проєкту Світова спадщина ЮНЕСКО

Цей список містить об'єкти Світової спадщини ЮНЕСКО в Африці, за винятком Арабських країн.
У списку станом на 2023 рік налічується 98 об'єктів. Разом це становить 8,47% від загальної кількості об'єктів Світової спадщини ЮНЕСКО.
54 об'єкти внесені до списку за культурними критеріями, причому 8 з них визнані шедеврами людського генія (критерій i), 39 об'єктів включені за природними критеріями, 27 з них визнані природним феноменом виняткової краси та естетичної важливості (критерій vii) і ще 5 об'єктів включені за змішаними критеріями. 15 об'єктів зі списку знаходяться під загрозою.
| i | ii | iii | iv | v  | vi | vii | viii | ix | x  |
| - | -- | --- | -- | -- | -- | --- | ---- | -- | -- |
| 8 | 16 | 41  | 27 | 16 | 25 | 27  | 8    | 24 | 35 |

У наведеній таблиці об'єкти розташовані за країною, а далі у хронологічному порядку їх внесення до списку Світової спадщини.
Кольорами у списку позначено:
| культурний | природний | змішаний | під загрозою |
| ---------- | --------- | -------- | ------------ |
| 54         | 39        | 5        | 15           |

## Ангола
| № | Зображення | Назва | Місцеположення | Час створення | Час внесення до списку | №    | Критерії |
| - | ---------- | --- | -------------- | ------------- | ---------------------- | ---- | -------- |
| 1 |            | Мбанза-Конго, залишки столиці колишнього королівства Конго (англ. Mbanza Kongo, Vestiges of the Capital of the former Kingdom of Kongo) | Ангола         | XIII століття | 2017                   | 1511 | iii, iv  |

## Бенін
| № | Зображення | Назва                                                     | Місцеположення                             | Час створення | Час внесення до списку                                                              | №   | Критерії |
| - | ---------- | --------------------------------------------------------- | ------------------------------------------ | ------------- | ----------------------------------------------------------------------------------- | --- | -------- |
| 1 |            | Королівські палаци Абомея (англ. Royal Palaces of Abomey) | Бенін Департамент Зу                       | XIX століття  | 1985 (незначні зміни у 2007 році) (з 1985 року по 2007 рік знаходився під загрозою) | 323 | iii, iv  |
| 2 |            | Комплекс В-Арлі-Пенджарі (англ. W-Arly-Pendjari Complex)  | Бенін (спільно з Буркіна-Фасо та Нігером ) | —             | 1996 (розширено у 2017 році)                                                        | 749 | ix, x    |

## Ботсвана
| № | Зображення | Назва                                  | Місцеположення                                        | Час створення | Час внесення до списку | №    | Критерії   |
| - | ---------- | -------------------------------------- | ----------------------------------------------------- | ------------- | ---------------------- | ---- | ---------- |
| 1 |            | Цоділо (англ. Tsodilo)                 | Ботсвана Північно-Західний округ Ботсвани (Нгаміленд) | I століття    | 2001                   | 1021 | i, iii, vi |
| 2 |            | Дельта Окаванґо (англ. Okavango Delta) | Ботсвана                                              | —             | 2014                   | 1432 | vii, ix, x |

## Буркіна-Фасо
| № | Зображення | Назва | Місцеположення                               | Час створення          | Час внесення до списку       | №    | Критерії    |
| - | ---------- | --- | -------------------------------------------- | ---------------------- | ---------------------------- | ---- | ----------- |
| 1 |            | Комплекс В-Арлі-Пенджарі (англ. W-Arly-Pendjari Complex)                                                   | Буркіна-Фасо (спільно з Беніном та Нігером ) | —                      | 1996 (розширено у 2017 році) | 749  | ix, x       |
| 2 |            | Руїни Лоропені (англ. Ruins of Loropéni)                                                                   | Буркіна-Фасо                                 | XI століття            | 2009                         | 1225 | iii         |
| 3 |            | Стародавні місця чорної металургії в Буркіна-Фасо (англ. Ancient Ferrous Metallurgy Sites of Burkina Faso) | Буркіна-Фасо                                 | VIII століття до н. е. | 2019                         | 1602 | iii, iv, vi |

## Габон
| № | Зображення | Назва | Місцеположення                             | Час створення             | Час внесення до списку | №    | Критерії       |
| - | ---------- | --- | ------------------------------------------ | ------------------------- | ---------------------- | ---- | -------------- |
| 1 |            | Екосистема та реліктовий культурний ландшафт Лопе-Оканда (англ. Ecosystem and Relict Cultural Landscape of Lopé-Okanda) | Габон Провінції Огове-Івіндо та Огове-Лоло | 2-ге тисячоліття до н. е. | 2007                   | 1147 | iii, iv, ix, x |
| 2 |            | Національний парк Івіндо (англ. Ivindo National Park)                                                                   | Габон                                      | —                         | 2021                   | 1653 | ix, x          |

## Гамбія
| № | Зображення | Назва                                                                                     | Місцеположення                                                    | Час створення             | Час внесення до списку | №    | Критерії |
| - | ---------- | ----------------------------------------------------------------------------------------- | ----------------------------------------------------------------- | ------------------------- | ---------------------- | ---- | -------- |
| 1 |            | Острів Кунта Кінте та пов'язані з ним місця (англ. Kunta Kinteh Island and Related Sites) | Гамбія Райони Нижня Ніумі та Верхня Ніумі та муніципалітет Банжул | XIX століття              | 2003                   | 761  | iii, vi  |
| 2 |            | Кам'яні кола в Сенегамбії (англ. Stone Circles of Senegambia)                             | Гамбія Округ Центральна Річка (спільно з Сенегалом )              | 3-тє тисячоліття до н. е. | 2006                   | 1226 | i, iii   |

## Гана
| № | Зображення | Назва | Місцеположення                                           | Час створення | Час внесення до списку | №  | Критерії |
| - | ---------- | --- | -------------------------------------------------------- | ------------- | ---------------------- | -- | -------- |
| 1 |            | Форти та замки, Вольта, Велика Аккра, Центральна і Західна області (англ. Forts and Castles, Volta, Greater Accra, Central and Western Regions) | Гана Вольта, Велика Аккра, Центральна та Західна області | XV століття   | 1979                   | 34 | vi       |
| 2 |            | Традиційні будівлі Ашанті (англ. Asante Traditional Buildings)                                                                                  | Гана Область Ашанті                                      | XIX століття  | 1980                   | 35 | v        |

## Гвінея
| № | Зображення | Назва                                                                     | Місцеположення                                | Час створення | Час внесення до списку                                              | №   | Критерії |
| - | ---------- | ------------------------------------------------------------------------- | --------------------------------------------- | ------------- | ------------------------------------------------------------------- | --- | -------- |
| 1 |            | Природний заповідник Гора Німба (англ. Mount Nimba Strict Nature Reserve) | Гвінея Регіон Лола (спільно з Кот-д'Івуаром ) | —             | 1981 (розширено в 1982 році) (з 1992 року знаходиться під загрозою) | 155 | ix, x    |

## Демократична Республіка Конго
| № | Зображення | Назва                                                             | Місцеположення                                                       | Час створення | Час внесення до списку                                        | №   | Критерії     |
| - | ---------- | ----------------------------------------------------------------- | -------------------------------------------------------------------- | ------------- | ------------------------------------------------------------- | --- | ------------ |
| 1 |            | Національний парк Вірунга (англ. Virunga National Park)           | ДР Конго Провінції Північне Ківу та Східна                           | —             | 1979 (з 1994 року знаходиться під загрозою)                   | 63  | vii, viii, x |
| 2 |            | Національний парк Гарамба (англ. Garamba National Park)           | ДР Конго Східна провінція                                            | —             | 1980 (з 1984 по 1992 роки та з 1996 знаходиться під загрозою) | 136 | viii, x      |
| 3 |            | Національний парк Кагузі-Бієґа (англ. Kahuzi-Biega National Park) | ДР Конго Провінції Південне Ківу та Манієма                          | —             | 1980 (з 1997 року знаходиться під загрозою)                   | 137 | x            |
| 4 |            | Національний парк Салонга (англ. Salonga National Park)           | ДР Конго Провінції Екваторіальна, Бандунду і Східне та Західне Касаї | —             | 1984 (з 1999 року по 2021 рік знаходився під загрозою)        | 280 | vii, ix      |
| 5 |            | Заповідник дикої природи Окапі (англ. Okapi Wildlife Reserve)     | ДР Конго Східна провінція                                            | —             | 1996 (з 1997 року знаходиться під загрозою)                   | 718 | x            |

## Еритрея
| № | Зображення | Назва                                                                            | Місцеположення | Час створення | Час внесення до списку | №    | Критерії |
| - | ---------- | -------------------------------------------------------------------------------- | -------------- | ------------- | ---------------------- | ---- | -------- |
| 1 |            | Асмера: модерністське африканське місто (англ. Asmara: A Modernist African City) | Еритрея        | XX століття   | 2017                   | 1550 | ii, iv   |

## Ефіопія
| № | Зображення | Назва                                                                                    | Місцеположення                                                          | Час створення      | Час внесення до списку | №    | Критерії       |
| - | ---------- | ---------------------------------------------------------------------------------------- | ----------------------------------------------------------------------- | ------------------ | ---------------------- | ---- | -------------- |
| 1 |            | Національний парк Симєн (англ. Simien National Park)                                     | Ефіопія Ґондерський регіон                                              | —                  | 1978                   | 9    | vii, x         |
| 2 |            | Скельні церкви, Лалібела (англ. Rock-Hewn Churches, Lalibela)                            | Ефіопія Амхара                                                          | XII століття       | 1978                   | 18   | i, ii, iii     |
| 3 |            | Фасіл-Геббі, регіон Ґондер (англ. Fasil Ghebbi, Gondar Region)                           | Ефіопія Амхара                                                          | XVII століття      | 1979                   | 19   | ii, iii        |
| 4 |            | Нижня долина річки Аваш (англ. Lower Valley of the Awash)                                | Ефіопія Регіон Афар                                                     | 3,2 млн років тому | 1980                   | 10   | ii, iii, iv    |
| 5 |            | Національний парк Таї (англ. Tiya)                                                       | Ефіопія Вореда Содо, зона Гураге, область Народностей Південної Ефіопії | X століття         | 1980                   | 12   | i, iv          |
| 6 |            | Аксум (англ. Aksum)                                                                      | Ефіопія Регіон Тиграй                                                   | IV століття        | 1980                   | 15   | i, iv          |
| 7 |            | Нижня долина Омо (англ. Lower Valley of the Omo)                                         | Ефіопія Область Народностей Південної Ефіопії                           | 200,000 років тому | 1980                   | 17   | iii, iv        |
| 8 |            | Харер-Джугол, укріплене історичне місто (англ. Harar Jugol, the Fortified Historic Town) | Ефіопія Регіон Харарі                                                   | X століття         | 2006                   | 1189 | ii, iii, iv, v |
| 9 |            | Культурний ландшафт Консо (англ. Konso Cultural Landscape)                               | Ефіопія                                                                 | XVII століття      | 2011                   | 1333 | iii, v         |

## Замбія
| № | Зображення | Назва                                                                    | Місцеположення                                                    | Час створення | Час внесення до списку | №   | Критерії  |
| - | ---------- | ------------------------------------------------------------------------ | ----------------------------------------------------------------- | ------------- | ---------------------- | --- | --------- |
| 1 |            | Мосі-оа-Тунья / Водоспад Вікторія (англ. Mosi-oa-Tunya / Victoria Falls) | Замбія Округ Лівінгстон Південної провінції (спільно з Зімбабве ) | —             | 1989                   | 509 | vii, viii |

## Зімбабве
| № | Зображення | Назва | Місцеположення                                                              | Час створення | Час внесення до списку | №   | Критерії   |
| - | ---------- | --- | --------------------------------------------------------------------------- | ------------- | ---------------------- | --- | ---------- |
| 1 |            | Національний парк Мана-Пулс, сафарі-зони Сапі та Чуоре (англ. Mana Pools National Park, Sapi and Chewore Safari Areas) | Зімбабве Район Урунгве, Північний Машоналенд                                | —             | 1984                   | 302 | vii, ix, x |
| 2 |            | Національний пам'ятник Велике Зімбабве (англ. Great Zimbabwe National Monument)                                        | Зімбабве                                                                    | XI століття   | 1986                   | 364 | i, iii, vi |
| 3 |            | Національний пам'ятник Руїни Хамі (англ. Khami Ruins National Monumenta)                                               | Зімбабве Західний регіон, Матабелеленд                                      | XVI століття  | 1986                   | 365 | iii, iv    |
| 4 |            | Мосі-оа-Тунья / Водоспад Вікторія (англ. Mosi-oa-Tunya / Victoria Falls)                                               | Зімбабве Район Хванге провінції Північний Матабелеленд (спільно з Замбією ) | —             | 1989                   | 509 | vii, viii  |
| 5 |            | Матобо Хіллз (англ. Matobo Hills)                                                                                      | Зімбабве Провінція Південний Матабелеленд                                   | IV століття   | 2003                   | 306 | iii, v, vi |

## Кабо-Верде
| № | Зображення | Назва                                                                                                | Місцеположення | Час створення | Час внесення до списку | №    | Критерії    |
| - | ---------- | --- | -------------- | ------------- | ---------------------- | ---- | ----------- |
| 1 |            | Сідаде-Веля, історичний центр Рібейра-Гранде (англ. Cidade Velha, Historic Centre of Ribeira Grande) | Кабо-Верде     | XV століття   | 2009                   | 1310 | ii, iii, vi |

## Камерун
| № | Зображення | Назва                                              | Місцеположення | Час створення | Час внесення до списку | №    | Критерії |
| - | ---------- | -------------------------------------------------- | --- | ------------- | ---------------------- | ---- | -------- |
| 1 |            | Фауністичний резерв Джа (англ. Dja Faunal Reserve) | Камерун Південна та Східна провінції (департаменти: Джа-ет-Лобо — західна частина, Верхній Ньонг — східна частина) | —             | 1987                   | 407  | ix, x    |
| 2 |            | Тринітарна Сангха (англ. Sangha Trinational)       | Камерун (спільно з Республікою Конго та Центральноафриканською Республікою )                                       | —             | 2012                   | 1380 | ix, x    |

## Кенія
| № | Зображення | Назва                                                                                                 | Місцеположення                         | Час створення | Час внесення до списку                                              | №    | Критерії   |
| - | ---------- | --- | -------------------------------------- | ------------- | ------------------------------------------------------------------- | ---- | ---------- |
| 1 |            | Національний парк/природний ліс Маунт-Кенія (англ. Mount Kenya National Park/Natural Forest)          | Кенія                                  | —             | 1997 (розширено у 2013 році)                                        | 800  | vii, ix    |
| 2 |            | Національні парки озера Туркана (англ. Lake Turkana National Parks)                                   | Кенія                                  | —             | 1997 (розширено у 2001 році) (з 2018 року знаходиться під загрозою) | 801  | vii, x     |
| 3 |            | Старе місто Ламу (англ. Lamu Old Town)                                                                | Кенія Прибережна провінція, район Ламу | XIII століття | 2001                                                                | 1055 | ii, iv, vi |
| 4 |            | Священні ліси кая Міджікенда (англ. Sacred Mijikenda Kaya Forests)                                    | Кенія Прибережна провінція             | XVI століття  | 2008                                                                | 1231 | iii, v, vi |
| 5 |            | Кенійська озерна система у Великій рифтовій долині (англ. Kenya Lake System in the Great Rift Valley) | Кенія                                  | —             | 2011                                                                | 1060 | vii, ix, x |
| 6 |            | Форт Ісус, Момбаса (англ. Fort Jesus, Mombasa)                                                        | Кенія                                  | XVI століття  | 2011                                                                | 1295 | ii, iv     |
| 7 |            | Археологічна пам'ятка Тхімліч Охінга (англ. Thimlich Ohinga Archaeological Site)                      | Кенія                                  | XVI століття  | 2018                                                                | 1450 | iii, iv, v |

## Кот-д'Івуар
| № | Зображення | Назва | Місцеположення                                                                                          | Час створення | Час внесення до списку                                              | №    | Критерії |
| - | ---------- | --- | --- | ------------- | ------------------------------------------------------------------- | ---- | -------- |
| 1 |            | Природний заповідник Гора Німба (англ. Mount Nimba Strict Nature Reserve)                                   | Кот-д'Івуар (спільно з Гвінеєю )                                                                        | —             | 1981 (розширено в 1982 році) (з 1992 року знаходиться під загрозою) | 155  | ix, x    |
| 2 |            | Національний парк Таї (англ. Taï National Park)                                                             | Кот-д'Івуар Південно-Західний регіон, райони Гігло та Сасандра                                          | —             | 1982                                                                | 195  | vii, x   |
| 3 |            | Національний парк Комое (англ. Comoé National Park)                                                         | Кот-д'Івуар Північно-східний регіон, райони Буна і Феркеседугу, супрефектури Буна, Конг, Насіан і Техін | —             | 1983                                                                | 227  | ix, x    |
| 4 |            | Історичне місто Ґран-Басам (англ. Historic Town of Grand-Bassam)                                            | Кот-д'Івуар                                                                                             | XIX століття  | 2012                                                                | 1322 | iii, iv  |
| 5 |            | Мечеті в суданському стилі на півночі Кот-д'Івуару (англ. Sudanese style mosques in northern Côte d’Ivoire) | Кот-д'Івуар                                                                                             | XVII століття | 2021                                                                | 1648 | ii, iv   |

## Лесото
| № | Зображення | Назва                                                   | Місцеположення                                        | Час створення             | Час внесення до списку       | №   | Критерії       |
| - | ---------- | ------------------------------------------------------- | ----------------------------------------------------- | ------------------------- | ---------------------------- | --- | -------------- |
| 1 |            | Парк Малоті-Дракенсберг (англ. Maloti-Drakensberg Park) | Лесото (спільно з Південно-Африканською Республікою ) | 2-ге тисячоліття до н. е. | 2000 (розширено у 2013 році) | 985 | i, iii, vii, x |

## Маврикій
| № | Зображення | Назва                                                           | Місцеположення          | Час створення  | Час внесення до списку            | №    | Критерії |
| - | ---------- | --------------------------------------------------------------- | ----------------------- | -------------- | --------------------------------- | ---- | -------- |
| 1 |            | Ааправасі-Ґхат (англ. Aapravasi Ghat)                           | Маврикій Округ Порт-Луї | XIX століття   | 2006                              | 1227 | vi       |
| 2 |            | Культурний ландшафт Ле Морн (англ. Le Morne Cultural Landscape) | Маврикій                | XVIII століття | 2008 (незначні зміни у 2011 році) | 1259 | iii, vi  |

## Мадагаскар
| № | Зображення | Назва                                                                                   | Місцеположення                                                               | Час створення | Час внесення до списку                      | №    | Критерії    |
| - | ---------- | --------------------------------------------------------------------------------------- | ---------------------------------------------------------------------------- | ------------- | ------------------------------------------- | ---- | ----------- |
| 1 |            | Природний заповідник Цінгі-де-Бемарага (англ. Tsingy de Bemaraha Strict Nature Reserve) | Мадагаскар Центральний Захід, у Фівондронані Анцалова та Фарітані Махадзанги | —             | 1990                                        | 494  | vii, x      |
| 2 |            | Королівський пагорб Амбогіманга (англ. Royal Hill of Ambohimanga)                       | Мадагаскар Муніципалітет Амбогіманга-Рова, провінція Антананаріву Аварадрано | XVI століття  | 2001                                        | 950  | iii, iv, vi |
| 3 |            | Тропічні ліси Ацинанани (англ. Rainforests of the Atsinanana)                           | Мадагаскар                                                                   | —             | 2007 (з 2010 року знаходиться під загрозою) | 1257 | ix, x       |

## Малаві
| № | Зображення | Назва                                                            | Місцеположення                               | Час створення       | Час внесення до списку | №   | Критерії   |
| - | ---------- | ---------------------------------------------------------------- | -------------------------------------------- | ------------------- | ---------------------- | --- | ---------- |
| 1 |            | Національний парк Озеро Малаві (англ. Lake Malawi National Park) | Малаві Центральний та Південний регіони      | —                   | 1984                   | 289 | vii, ix, x |
| 2 |            | Зона скельного мистецтва Чонгоні (англ. Chongoni Rock-Art Area)  | Малаві Дедзинський район, Центральний регіон | V століття до н. е. | 2006                   | 476 | iii, vi    |

## Малі
| № | Зображення | Назва                                                                             | Місцеположення                    | Час створення | Час внесення до списку                                             | №    | Критерії    |
| - | ---------- | --------------------------------------------------------------------------------- | --------------------------------- | ------------- | ------------------------------------------------------------------ | ---- | ----------- |
| 1 |            | Старі міста Дженне (англ. Old Towns of Djenné)                                    | Малі Область Мопті, регіон Дженне | XV століття   | 1988 (з 2016 року знаходиться під загрозою)                        | 116  | iii, iv     |
| 2 |            | Тімбукту (англ. Timbuktu)                                                         | Малі Область та регіон Тімбукту   | XVI століття  | 1988 (з 1990 по 2005 роки та з 2012 року знаходиться під загрозою) | 119  | ii, iv, v   |
| 3 |            | Скеля Бандіагара (Земля догонів) (англ. Cliff of Bandiagara (Land of the Dogons)) | Малі Бандіагара, Мопті            | XV століття   | 1989                                                               | 516  | v, vii      |
| 4 |            | Могила Аскіа (англ. Tomb of Askia)                                                | Малі Місто, район та область Гао  | 1495          | 2004 (з 2012 року знаходиться під загрозою)                        | 1139 | ii, iii, iv |

## Мозамбік
| № | Зображення | Назва                                      | Місцеположення                              | Час створення | Час внесення до списку | №   | Критерії |
| - | ---------- | ------------------------------------------ | ------------------------------------------- | ------------- | ---------------------- | --- | -------- |
| 1 |            | Острів Мозамбік англ. Island of Mozambique | Мозамбік Острів Мозамбік, провінція Нампула | XVI століття  | 1991                   | 599 | iv, vi   |

## Намібія
| № | Зображення | Назва                                                        | Місцеположення         | Час створення             | Час внесення до списку | №    | Критерії         |
| - | ---------- | ------------------------------------------------------------ | ---------------------- | ------------------------- | ---------------------- | ---- | ---------------- |
| 1 |            | Твілефонтин або /Уі-//аес (англ. Twyfelfontein or /Ui-//aes) | Намібія область Кунене | 4-те тисячоліття до н. е. | 2007                   | 1255 | iii, v           |
| 2 |            | Піщане море Наміб (англ. Namib Sand Sea)                     | Намібія                | —                         | 2013                   | 1430 | vii, viii, ix, x |

## Нігер
| № | Зображення | Назва                                                                     | Місцеположення                             | Час створення | Час внесення до списку                      | №    | Критерії   |
| - | ---------- | ------------------------------------------------------------------------- | ------------------------------------------ | ------------- | ------------------------------------------- | ---- | ---------- |
| 1 |            | Природні заповідники Аїр і Тенере (англ. Air and Ténéré Natural Reserves) | Нігер Регіон Агадес, департамент Арліт     | —             | 1991 (з 1992 року знаходиться під загрозою) | 573  | vii, ix, x |
| 2 |            | Комплекс В-Арлі-Пенджарі (англ. W-Arly-Pendjari Complex)                  | Нігер (спільно з Беніном та Буркіна-Фасо ) | —             | 1996 (розширено у 2017 році)                | 749  | ix, x      |
| 3 |            | Історичний центр Агадеса (англ. Historic Centre of Agadez)                | Нігер                                      | XV століття   | 2013                                        | 1268 | ii, iii    |

## Нігерія
| № | Зображення | Назва                                                      | Місцеположення                                                | Час створення | Час внесення до списку | №    | Критерії    |
| - | ---------- | ---------------------------------------------------------- | ------------------------------------------------------------- | ------------- | ---------------------- | ---- | ----------- |
| 1 |            | Культурний ландшафт Сукур (англ. Sukur Cultural Landscape) | Нігерія Район місцевого самоврядування Мадагалі, штат Адамава | XVII століття | 1999                   | 938  | iii, v, vi  |
| 2 |            | Священний гай Осун-Осогбо (англ. Osun-Osogbo Sacred Grove) | Нігерія Ошогбо, штат Осун                                     | XX століття   | 2005                   | 1118 | ii, iii, vi |

## Південно-Африканська Республіка
| №  | Зображення | Назва                                                                                                | Місцеположення                                     | Час створення                | Час внесення до списку            | №    | Критерії       |
| -- | ---------- | --- | -------------------------------------------------- | ---------------------------- | --------------------------------- | ---- | -------------- |
| 1  |            | Водно-болотний парк іСімангалізо (англ. iSimangaliso Wetland Park)                                   | ПАР Квазулу-Наталь                                 | —                            | 1999                              | 914  | vii, ix, x     |
| 2  |            | Місця викопних гомінідів Південної Африки (англ. Fossil Hominid Sites of South Africa)               | ПАР Гаутенг, Лімпопо та Північно-Західна провінції | 3,5 мільйона років тому      | 1999 (розширено у 2005 році)      | 915  | iii, vi        |
| 3  |            | Роббенайланд (англ. Robben Island)                                                                   | ПАР Західнокапська провінція                       | XVII століття                | 1999                              | 916  | iii, vi        |
| 4  |            | Парк Малоті-Дракенсберг (англ. Maloti-Drakensberg Park)                                              | ПАР (спільно з Лесото )                            | 2-ге тисячоліття до н. е.    | 2000 (розширено у 2013 році)      | 985  | i, iii, vii, x |
| 5  |            | Культурний ландшафт Мапунгубве (англ. Mapungubwe Cultural Landscape)                                 | ПАР                                                | X століття провінція Лімпопо | 2003 (незначні зміни у 2014 році) | 1099 | ii, iii, iv, v |
| 6  |            | Заповідні території Капського флористичного царства (англ. Cape Floral Region Protected Areas)       | ПАР                                                | —                            | 2004 (розширено у 2015 році)      | 1007 | ix, x          |
| 7  |            | Купол Вредефорта (англ. Vredefort Dome)                                                              | ПАР Провінції Північно-Західна та Фрі-Стейт        | —                            | 2005                              | 1162 | viii           |
| 8  |            | Культурний та ботанічний ландшафт Ріхтерсвельд (англ. Richtersveld Cultural and Botanical Landscape) | ПАР Північнокапська провінція                      | XV століття                  | 2007                              | 1265 | iv, v          |
| 9  |            | ǂ Хоманський культурний ландшафт (англ. ǂKhomani Cultural Landscape)                                 | ПАР                                                | 20 000 років тому            | 2017                              | 1545 | v, vi          |
| 10 |            | Гори Барбертон Махонджва (англ. Barberton Makhonjwa Mountains)                                       | ПАР                                                | —                            | 2018                              | 1575 | viii           |

## Республіка Конго
| № | Зображення | Назва                                        | Місцеположення                                                                | Час створення | Час внесення до списку | №    | Критерії |
| - | ---------- | -------------------------------------------- | ----------------------------------------------------------------------------- | ------------- | ---------------------- | ---- | -------- |
| 1 |            | Тринітарна Сангха (англ. Sangha Trinational) | Республіка Конго (спільно з Камеруном та Центральноафриканською Республікою ) | —             | 2012                   | 1380 | ix, x    |

## Сейшельські Острови
| № | Зображення | Назва                                                                  | Місцеположення                     | Час створення | Час внесення до списку | №   | Критерії         |
| - | ---------- | ---------------------------------------------------------------------- | ---------------------------------- | ------------- | ---------------------- | --- | ---------------- |
| 1 |            | Атол Альдабра (англ. Aldabra Atoll)                                    | Сейшельські Острови                | —             | 1982                   | 185 | vii, ix, x       |
| 2 |            | Природний заповідник Вальє-де-Май (англ. Vallée de Mai Nature Reserve) | Сейшельські Острови Острів Праслен | —             | 1983                   | 261 | vii, viii, ix, x |

## Сенегал
| № | Зображення | Назва | Місцеположення                                           | Час створення             | Час внесення до списку                                                        | №    | Критерії   |
| - | ---------- | --- | -------------------------------------------------------- | ------------------------- | ----------------------------------------------------------------------------- | ---- | ---------- |
| 1 |            | Острів Ґоре (англ. Island of Gorée)                                                                                               | Сенегал Регіон Зеленого Мису                             | 1780                      | 1978                                                                          | 26   | vi         |
| 2 |            | Національний заповідник птахів Джудж (англ. Djoudj National Bird Sanctuary)                                                       | Сенегал Дельта річки Сенегал                             | —                         | 1981 (з 1984 року по 1988 рік та з 2000 року по 2006 знаходився під загрозою) | 25   | vii, x     |
| 3 |            | Національний парк Ніоколо-Коба (англ. Niokolo-Koba National Park)                                                                 | Сенегал Регіони Східного Сенегалу та Верхнього Казамансу | —                         | 1981 (з 2007 року знаходиться під загрозою)                                   | 153  | x          |
| 4 |            | Острів Сен-Луї (англ. Island of Saint-Louis)                                                                                      | Сенегал Область Сен-Луї                                  | XIX століття              | 2000 (незначні зміни у 2007 році)                                             | 956  | ii, iv     |
| 5 |            | Кам'яні кола в Сенегамбії (англ. Stone Circles of Senegambia)                                                                     | Сенегал Область Каолак (спільно з Гамбією )              | 3-тє тисячоліття до н. е. | 2006                                                                          | 1226 | i, iii     |
| 6 |            | Дельта Салуму (англ. Saloum Delta)                                                                                                | Сенегал                                                  | XI століття               | 2011                                                                          | 1359 | iii, iv, v |
| 7 |            | Країна Бассарі: культурні ландшафти бассарі, фульбе та бедик (англ. Bassari Country: Bassari, Fula and Bedik Cultural Landscapes) | Сенегал                                                  | XI століття               | 2012                                                                          | 1407 | iii, v, vi |

## Танзанія
| № | Зображення | Назва                                                                                              | Місцеположення                                                | Час створення           | Час внесення до списку                                                         | №    | Критерії             |
| - | ---------- | -------------------------------------------------------------------------------------------------- | ------------------------------------------------------------- | ----------------------- | ------------------------------------------------------------------------------ | ---- | -------------------- |
| 1 |            | Природоохоронна територія Нґоронґоро (англ. Ngorongoro Conservation Area)                          | Танзанія                                                      | 2,6 мільйона років тому | 1979 (розширено у 2010 році) (з 1984 року по 1989 рік знаходився під загрозою) | 39   | iv, vii, viii, ix, x |
| 2 |            | Руїни Кілва Кісівані та руїни Сонго Мнара (англ. Ruins of Kilwa Kisiwani and Ruins of Songo Mnara) | Танзанія Регіон Лінді, район Кілва]                           | XIII століття           | 1981 (з 2004 року по 2014 рік знаходився під загрозою)                         | 144  | iii                  |
| 3 |            | Національний парк Серенгеті (англ. Serengeti National Park)                                        | Танзанія Регіони Мара, Аруша, Шиньянга                        | —                       | 1981                                                                           | 156  | vii, x               |
| 4 |            | Національний парк Селус (англ. Selous Game Reserve)                                                | Танзанія Узбережжя, регіони Морогоро, Лінді, Мтвара та Рувума | —                       | 1982 (незначні зміни у 2012 році) (з 2014 року знаходиться під загрозою)       | 199  | ix, x                |
| 5 |            | Національний парк Кіліманджаро (англ. Kilimanjaro National Park)                                   | Танзанія Регіон Кіліманджаро                                  | —                       | 1987                                                                           | 403  | vii                  |
| 6 |            | Кам'яне місто Занзібару (англ. Stone Town of Zanzibar)                                             | Танзанія Занзібар                                             | XIX століття            | 2000                                                                           | 173  | ii, iii, vi          |
| 7 |            | Наскельні малюнки в Кондоа (англ. Kondoa Rock-Art Sites)                                           | Танзанія Регіон Додома, район Кондоа                          | I століття              | 2006                                                                           | 1183 | iii, vi              |

## Того
| № | Зображення | Назва                                                                          | Місцеположення | Час створення | Час внесення до списку | №    | Критерії |
| - | ---------- | ------------------------------------------------------------------------------ | -------------- | ------------- | ---------------------- | ---- | -------- |
| 1 |            | Кутаммаку, країна батаммаріба (англ. Koutammakou, the Land of the Batammariba) | Того           | XVI століття  | 2004                   | 1140 | v, vi    |

## Уганда
| № | Зображення | Назва                                                                          | Місцеположення                               | Час створення | Час внесення до списку                                 | №    | Критерії       |
| - | ---------- | ------------------------------------------------------------------------------ | -------------------------------------------- | ------------- | ------------------------------------------------------ | ---- | -------------- |
| 1 |            | Непрохідний національний парк Бвінді (англ. Bwindi Impenetrable National Park) | Уганда Райони Кабале, Кісоро та Рукунгірі    | —             | 1994                                                   | 682  | vii, x         |
| 2 |            | Національний парк Гори Рувензорі (англ. Rwenzori Mountains National Park)      | Уганда Райони Кабароле, Касесе та Бундібугьо | —             | 1994 (з 1999 року по 2004 рік знаходився під загрозою) | 684  | vii, x         |
| 3 |            | Гробниці королів Буганди в Касубі (англ. Tombs of Buganda Kings at Kasubi)     | Уганда Район Кампала                         | XIX століття  | 2001 (з 2010 року знаходиться під загрозою)            | 1022 | i, iii, iv, vi |

## Центральноафриканська Республіка
| № | Зображення | Назва                                                                                    | Місцеположення                                               | Час створення | Час внесення до списку                      | №    | Критерії |
| - | ---------- | ---------------------------------------------------------------------------------------- | ------------------------------------------------------------ | ------------- | ------------------------------------------- | ---- | -------- |
| 1 |            | Національний парк Маново-Гоунда-Сен-Флоріс (англ. Manovo-Gounda St Floris National Park) | Центральноафриканська Республіка Бамбінґі-Банґоран           | —             | 1988 (з 1997 року знаходиться під загрозою) | 475  | ix, x    |
| 2 |            | Тринітарна Сангха (англ. Sangha Trinational)                                             | Республіка Конго (спільно з Камеруном та Республікою Конго ) | —             | 2012                                        | 1380 | ix, x    |

## Чад
| № | Зображення | Назва                                                                                                | Місцеположення | Час створення             | Час внесення до списку | №    | Критерії     |
| - | ---------- | --- | -------------- | ------------------------- | ---------------------- | ---- | ------------ |
| 1 |            | Озера Оуніанга (англ. Lakes of Ounianga)                                                             | Чад            | —                         | 2012                   | 1400 | vii          |
| 2 |            | Масив Еннеді: Природний та культурний ландшафт (англ. Ennedi Massif: Natural and Cultural Landscape) | Чад            | 5-те тисячоліття до н. е. | 2016                   | 1475 | iii, vii, ix |